# Piptochaetium jubatum
Piptochaetium jubatum är en gräsart som beskrevs av Johannes Jan Theodoor Henrard. Piptochaetium jubatum ingår i släktet Piptochaetium och familjen gräs. Inga underarter finns listade i Catalogue of Life.